# BeiGene
BeiGene — биотехнологическая компания, специализирующаяся на разработке лекарств для лечения рака. Основанная в 2010 году в Пекине Ван Сяодуном и главным исполнительным директором Джоном В. Ойлером, компания имеет офисы в Китае, США, Австралии и Европе. BeiGene разработала несколько фармацевтических препаратов, в том числе тислелизумаб, ингибитор контрольных точек, и занубрутиниб, ингибитор тирозинкиназы Брутона, который стал первым лекарством от рака, разработанным в Китае, получившим одобрение Управления по санитарному надзору за качеством пищевых продуктов и медикаментов США, когда в ноябре 2019 года оно получило ускоренное одобрение для лечения мантийноклеточной лимфомы.

## История
BeiGene была основана в конце 2010 года китайско-американским ученым Ван Сяодуном и американским предпринимателем Джоном В. Ойлером, который является главным исполнительным директором и председателем совета директоров компании. В то время как многие фармацевтические препараты производятся в Китае, почти все ранние исследования и разработки препаратов проводятся в других странах. Ван и Ойлер предполагали создать биофармацевтическую компанию с прочными связями с Китаем для проведения исследований и разработок. Они решили сосредоточиться именно на лечении рака.
К июлю 2011 года они приняли на работу более 60 китайских ученых, в том числе 20 человек, получивших образование в США. Основатели предоставили часть первоначального стартового капитала, а также получили поддержку от американской фармацевтической компании Merck & Co.. BeiGene открыла офисы в Парке наук о жизни Чжунгуаньцунь возле Национального института биологических наук в Пекине, где Ван Сяодун является директором. В США BeiGene имеет офисы в Калифорнии, Массачусетсе и Нью-Джерси. Компания также открыла исследовательские центры в Австралии и Европе.
2 февраля 2016 года BeiGene провела первое публичное размещение (IPO) 6,6 млн акций по цене $24 на фондовой бирже Nasdaq под тикером BGNE. Компания собрала $182 миллиона, которые планировалось использовать для дальнейших исследований. IPO под управлением «Goldman Sachs» и «Morgan Stanley» было поддержано «Hillhouse BGN Holdings» и «Baker Brothers», которые вместе планировали выкупить половину предложенных акций. В ходе последующего размещения в марте 2018 года BeiGene привлекла дополнительно $758 миллионов. В начале августа 2018 года компания провела еще одно IPO, когда она предложила вторичный листинг своих акций на Гонконгской фондовой бирже, в результате чего было привлечено $903 миллиона.
В июле 2017 года BeiGene начала сотрудничество с фармацевтической компанией Celgene для продолжения разработки и коммерциализации противоракового препарата BGB-A317, также известного как тислелизумаб. Компания также приобрела операции Celgene в Китае, а также права на коммерциализацию Abraxane, Revlimid и Vidaza, одобренных Celgene препаратов в Китае. В рамках сделки Celgene инвестировала $150 миллионов в акционерный капитал BeiGene и приобрела права на продажу тислелизумаба за рубежом за $263 миллиона, а еще $980 миллионов плюс роялти зависят от будущих продаж. Однако в сделке оговаривалось, что, если Celgene начнет работать над препаратом-конкурентом, BeiGene сможет выкупить права на тислелизумаб. В январе 2019 года компания Celgene была приобретена компанией Bristol-Myers Squibb, которая занимается разработкой аналогичного препарата для иммунотерапии рака, Opdivo, что позволило BeiGene вновь приобрести зарубежные права на тислелизумаб. Celgene вернула права на препарат в июне 2019 года вместе с выплатой в размере $150 миллионов для заключения сделки.
В конце 2019 года американская транснациональная биофармацевтическая компания Amgen Inc. приобрела 20,5 % BeiGene в рамках сделки на сумму $2,7 миллиарда и получила место в совете директоров BeiGene. В свою очередь, BeiGene приобрела права на коммерциализацию трех фармацевтических препаратов Amgen, Xgeva, Kyprolis и Blincyto, а также еще 20 других в разработке, инвестировав $1,25 миллиарда в их исследования.
В январе 2021 года BeiGene объявила о сотрудничестве и лицензионном соглашении с Novartis на разработку и коммерциализацию тислелизумаба в Канаде, странах-членах Европейского Союза, Швейцарии, Исландии, Японии, Лихтенштейне, Мексике, Норвегии, России, Великобритании и США. В мае 2021 года BeiGene и «Asieris Pharmaceuticals» работали вместе, чтобы оценить эффективность и качество ингибитора MetAP2 Asieris и ингибитора PD-L1 BeiGene для пациентов с раком мочевого пузыря.

## Исследования и разработки
Помимо клинических исследований, ранняя бизнес-модель BeiGene предполагала получение прав на экспериментальные лекарства, отложенные другими фармацевтическими компаниями, и их проведение на ранних этапах клинических испытаний в медицинских школах и больницах, расположенных в Китае. Успешные формулы будут либо продаваться, либо совместно разрабатываться с более крупными производителями лекарств, которые смогут профинансировать дорогостоящие испытания на поздних стадиях.
По мере роста компании она начала расширять свои исследования и разработки в обоих направлениях, занимаясь ранними разработками лекарств, а также клиническими испытаниями на поздних стадиях. Одним из методов лечения поздних стадий BeiGene является тислелизумаб (BGB-A317), антитело к PD-1 или ингибитор PD-L1, предотвращающий ускользание раковых опухолей от иммунной системы. Тислелизумаб разрабатывается как монотерапия и в сочетании с другими методами лечения нескольких типов рака. В декабре 2019 года он был одобрен Национальным управлением медицинских продуктов Китая (NMPA) для лечения лимфомы Ходжкина. В апреле 2020 года тислелизумаб был также одобрен в Китае для лечения уротелиальной карциномы.
Компания также разработала занубрутиниб, ингибитор тирозинкиназы Брутона для лечения рака, на основе формулы, созданной учеными BeiGene в Пекине в 2012 году. В ноябре 2019 года занубрутиниб стал первым лекарством от рака, разработанным в Китае и получившим одобрение Управления по санитарному надзору за качеством пищевых продуктов и медикаментов США; он получил ускоренное одобрение для лечения лимфомы из клеток мантии (MCL), редкой и агрессивной формы неходжкинской лимфомы. В июне 2020 года препарат был также одобрен в Китае для лечения MCL, хронического лимфолейкоза и малой лимфоцитарной лимфомы. BeiGene также тестирует занубрутиниб в качестве возможного средства лечения симптомов COVID-19.